# Badar Juma
Badar Juma, de son nom complet Badar Juma Subait Al-Alawi (arabe : بدر جمعة), est un footballeur omanais, né le 6 décembre 1981 en Oman. Il évolue au poste de gardien de but.

## Biographie

### En équipe nationale
Badar Juma est international omani des moins de 17 ans puis international omani. Il participe à la Coupe du monde de football des moins de 17 ans 1997, où l'Oman est battue en quarts de finale par le Ghana.
Il compte 12 sélections et 0 but avec l'équipe d'Oman entre 2000 et 2008. Il était la doublure d'Ali Al-Habsi.

## Palmarès

### En club
- Al-Oruba :
  - Champion d'Oman en 1999, 2001 et 2005
  - Vainqueur de la Coupe d'Oman en 2000, 2005, 2007 et 2011
  - Vainqueur de la Coupe de la Fédération d'Oman en 2013
  - Vainqueur de la Supercoupe d'Oman en 1999 et 2000

### En sélection nationale
- Vainqueur de la Coupe d'Asie des moins de 16 ans en 1996
- Finaliste de la Coupe du Golfe en 2004 et 2007